# Komplementer tér
Egy komplementer tér a lineáris algebrában egy vektortér lehetőleg nagy altere, aminek egy adott altérrel vett metszete a nulltér. Ezzel a vektorteret a megadott altér és komplementer tere két, egymással független részre osztja.

## Altér komplementer tere

### Definíció
Legyen {\displaystyle V} vektortér a {\displaystyle K} test fölött, és legyen {\displaystyle U} altér {\displaystyle V}-ben. Ekkor egy {\displaystyle W} altér az {\displaystyle U} altér komplementer tere, ha:
- {\displaystyle U\cap W=\{0\}}

és
- {\displaystyle U+W=V}.

Itt {\displaystyle \{0\}} a nulltér, és {\displaystyle U+W} az
{\displaystyle \{u+w\mid u\in U,w\in W\}}
rövidítése.

### Tulajdonságok
- Azt is mondják, hogy {\displaystyle V} {\displaystyle U} és {\displaystyle W} belső direkt összege, és úgy írják, hogy {\displaystyle V=U\oplus W}.
- Ha  {\displaystyle U,W} alterek {\displaystyle V}-ben, és külső direkt összegük {\displaystyle U\oplus W}, akkor a

{\displaystyle U\oplus W\to V,\quad (u,w)\mapsto u+w}
homomorfizmus pontosan akkor izomorfizmus, ha {\displaystyle U} és {\displaystyle W} komplementerek, vagyis {\displaystyle V} {\displaystyle U} és {\displaystyle W} direkt összege.
- Egy {\displaystyle V} tér {\displaystyle U} alteréhez mindig van komplementer altér. Ez a bázis kiegészítési tételből következik. Ez a komplementer általában nem egyértelmű.
- {\displaystyle W} pontosan akkor komplementer tere {\displaystyle U}-nak {\displaystyle V}-ben, ha minden {\displaystyle v\in V} vektor egyértelműen felbontható

{\displaystyle v=u+w}
összegre, ahol {\displaystyle u\in U} és {\displaystyle w\in W}.
- Az alterek dimenziójára:

{\displaystyle \dim V=\dim U+\dim W.}
- A {\displaystyle W} komplementer tér dimenzióját {\displaystyle U} {\displaystyle V}-beli kodimenziójának nevezik.
- Ha {\displaystyle W} {\displaystyle U} komplementere, akkor {\displaystyle U} komplementere {\displaystyle W}-nek.
- A {\displaystyle V\to V/U} kanonikus projekció korlátozása {\displaystyle W}-re izomorfizmus, lásd faktortér.

### Összefüggés a vetítésekkel
Legyen {\displaystyle U} altér a {\displaystyle V} vektortérben.
Ha {\displaystyle W} komplementer tér {\displaystyle U}-hoz, akkor minden fenti {\displaystyle V}-beli {\displaystyle v} vektor egyértelműen felírható {\displaystyle v=u+w} összegként úgy, hogy {\displaystyle u\in U} és {\displaystyle w\in W}. Ekkor {\displaystyle P_{W}\colon V\rightarrow V,v=u+w\mapsto u} vetítés, melynek képe {\displaystyle \operatorname {im} P_{W}=U} és magja {\displaystyle \operatorname {ker} P_{W}=W}.
Megfordítva, ha {\displaystyle P\colon V\rightarrow V} egy vetítés, melynek képtere {\displaystyle U}, akkor {\displaystyle \operatorname {ker} P} magtere {\displaystyle U} komplementer tere.
Ezzel a módszerrel bijekciót kapunk {\displaystyle U} komplementer terei és az {\displaystyle U} képterű {\displaystyle V}-n értelmezett vetítések között. Az {\displaystyle U} képű vetítések affin teret alkotnak a {\displaystyle \operatorname {Hom} (V/U,U)\subset \operatorname {Hom} (V,V)} fölött.

### Példa

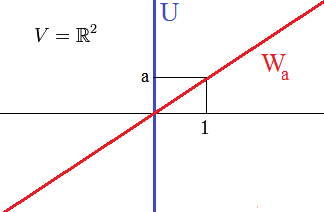
Minden altér az altér komplementer tere

Tekintsük az {\displaystyle U:=\{(0,y);\,y\in \mathbb {R} \}\subset V=\mathbb {R} ^{2}} alteret (az ábrán alkalmazott jelölésekkel). Legyen minden {\displaystyle a} valós számhoz {\displaystyle W_{a}} az origón átmenő {\displaystyle a} meredekségű egyenes. Egy ilyen {\displaystyle W_{a}} altér egy {\displaystyle U}-hoz komplementer altér {\displaystyle V}-ben. A hozzá tartozó vetítés ábrázoló mátrixa
{\displaystyle P_{a}={\begin{pmatrix}0&0\\-a&1\end{pmatrix}}}. 
A mátrixábrázolásból azonnal látható, hogy a képtér {\displaystyle U}, mivel a mátrix első sora nulla. A {\displaystyle P_{a}} vetítés magja {\displaystyle W_{a}}, mivel abból, hogy {\displaystyle P_{a}{\begin{pmatrix}x\\y\end{pmatrix}}={\begin{pmatrix}0\\0\end{pmatrix}}} következik, hogy {\displaystyle {\begin{pmatrix}0\\0\end{pmatrix}}={\begin{pmatrix}0&0\\-a&1\end{pmatrix}}{\begin{pmatrix}x\\y\end{pmatrix}}={\begin{pmatrix}0\\-ax+y\end{pmatrix}}}, ami azt jelenti, hogy a mag a {\displaystyle {\begin{pmatrix}x\\y\end{pmatrix}}} pontokból áll, ahol {\displaystyle y=ax}, ami éppen az origón átmenő {\displaystyle a} meredekségű egyenes.

## Ortogonális komplementer
Legyen {\displaystyle V} vektortér a {\displaystyle K} test fölött, és adva legyen egy {\displaystyle \langle \cdot ,\cdot \rangle } szimmetrikus vagy alternáló bilineáris forma, vagy hermitikus szeszkvilineáris forma. Egy {\displaystyle U\subseteq V} altérhez az
{\displaystyle U^{\perp }:=\{v\in V\mid \forall u\in U:\langle u,v\rangle =0\}}
altér {\displaystyle U} ortogonális komplementer tere {\displaystyle V}-ben. Ez általában nem {\displaystyle U} kiegészítő altere a fenti értelemben. A dualitástétel szerint, ha {\displaystyle V} véges és {\displaystyle \langle \cdot ,\cdot \rangle } nem fajul el {\displaystyle V}-n és {\displaystyle U}-n, akkor {\displaystyle V=U\oplus U^{\bot }}.
A legutolsó tulajdonságot valós vagy komplex vektortereken a skalárszorzat mindig teljesíti.
Ha {\displaystyle V} Hilbert-tér, akkor egy {\displaystyle U} altér ortogonális komplementere megegyezik {\displaystyle {\bar {U}}} lezártjának komplementerével, azaz
{\displaystyle V={\bar {U}}\oplus U^{\perp }},
ahol {\displaystyle \oplus } belső ortogonális összeg. Az ortogonális komplementer mindig zárt, és
{\displaystyle (U^{\perp })^{\perp }={\bar {U}}}.

## Komplementerek Banach-terekben
Legyen {\displaystyle V} teljes normált tér, azaz Banach-tér, és legyen {\displaystyle U} zárt altér, amihez létezik egy {\displaystyle W} zárt altér, úgy, hogy {\displaystyle V} és {\displaystyle U\oplus W} algebrailag izomorfak, akkor az {\displaystyle U\oplus W\rightarrow V,\,(u,w)\mapsto u+w} által definiált izomorfizmus topologikus izomorfizmus. Ez azt jelenti, hogy a leképezés és inverze is folytonos.
Banach-terekben a zárt altereknek a fentiek szerint van komplementer terük, de ez nem jelenti azt, hogy a komplementer altér is zárt. Ez inkább a Hilbert-terek topologikus vektortér-struktúrájának jellemzése, ahol mindig van ortogonális komplementer, lásd a Lindenstrauss–Tzafriri-tételt:
Egy Banach-tér pontosan akkor folytonosan izomorf egy Hilbert-térrel, ha minden zárt alteréhez van zárt komplementer tér.
A komplementer terekre teljesül Sobczyk következő tétele:
Egy szeparábilis Banach-tér c0 sorozattérhez izomorf alterének mindig van zárt altere.
Nem feltétlenül szeparábilis esetben ez nem feltétlenül teljesül: Található a {\displaystyle c_{0}\subset \ell ^{\infty }} térrel izomorf altér, aminek nincs zárt komplementer altere.

## Invariáns komplementer terek
Legyen {\displaystyle V} vektortér, {\displaystyle f\colon V\to V} endomorfizmusa {\displaystyle V}-nek, {\displaystyle U} invariáns altere {\displaystyle f}-nek, tehát {\displaystyle f(U)\subseteq U}. Ekkor {\displaystyle U}-nak nem biztos, hogy van invariáns komplementer altere. Ha minden invariáns altérnek van invariáns komplementer altere, akkor az endomorfizmus féligegyszerű. Algebrailag zárt testek fölött a féligegyszerűség ekvivalens a diagonizálhatósággal.
Analóg fogalmakat használnak az ábrázoláselméletben. Unitér ábrázolás esetén egy invariáns altér ortogonális komplementere szintén invariáns, tehát minden véges dimenziós unitér ábrázolás féligegyszerű.
Hogyha az invariáns altereket részmodulusoknak tekintjük, akkor az invariáns komplementerek komplementer részmodulusok lesznek.

## Általánosítás
A komplementer definíciója szó szerint általánosítható modulusokra. Azonban egy gyűrű fölötti modulus részmodulusának nincs mindig komplementer részmodulusa. Egy modulust féligegyszerűnek neveznek, amiben minden részmodulusnak van komplementer részmodulusa. Például a vektorterek féligegyszerű modulusok. A {\displaystyle \mathbb {Z} } {\displaystyle \mathbb {Z} }-modulus nem féligegyszerű, mivel a {\displaystyle 2\mathbb {Z} } modulusnak nincs komplementer modulusa.
A komplementer térrel bír helyett mondhatjuk azt is, hogy direkt összeg tagja. A projektív modulusokat azzal jellemzik, hogy izomorfak szabad modulusok direkt összeg tagjaival. Injektív modulusokat azzal jellemeznek, hogy minden tartalmazó modulushoz van komplementer modulusuk.
A vetítésekkel való kapcsolat, illetve {\displaystyle \operatorname {Hom} (V/U,U)} egyszerű tranzitív művelete {\displaystyle U} {\displaystyle V}-beli komplementereinek halmazán szintén átvihető modulusokra, illetve tetszőleges Abel-kategóriákra.

## Fordítás
Ez a szócikk részben vagy egészben  a   Komplementärraum című német Wikipédia-szócikk fordításán alapul.  Az eredeti cikk szerkesztőit annak laptörténete sorolja fel. Ez a jelzés csupán a megfogalmazás eredetét és a szerzői jogokat jelzi, nem szolgál a cikkben szereplő információk forrásmegjelöléseként.